# Frédéric Sorrieu
Frédéric Sorrieu (Parigi, 17 gennaio 1807 – Seine-Port, 25 settembre 1871) è stato un incisore, litografo e disegnatore francese.
Le sue opere testimoniano soprattutto delle rivoluzioni liberali e nazionali scopiate in Francia e in Europa.

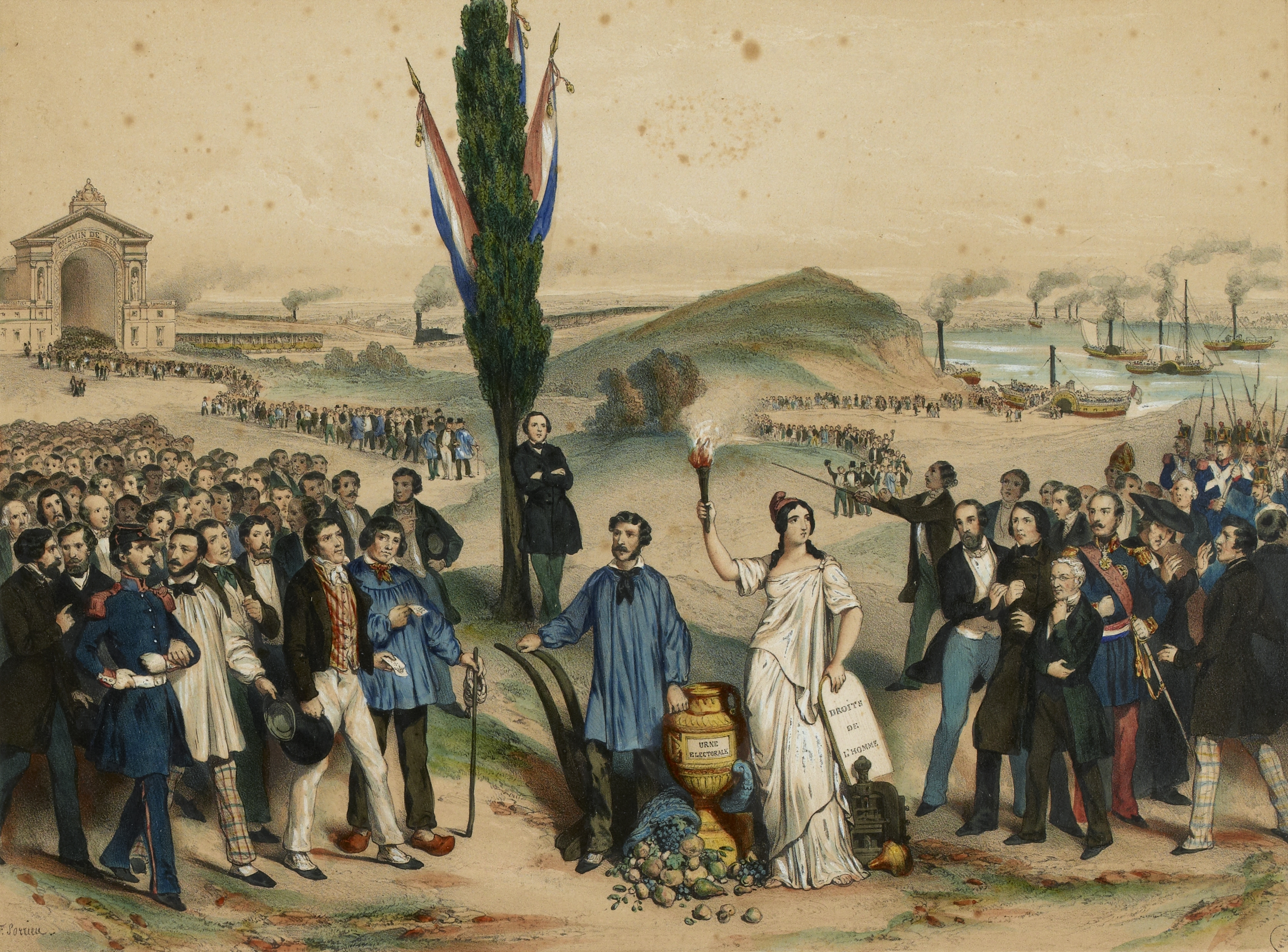
Suffrage universel (suffragio universale)

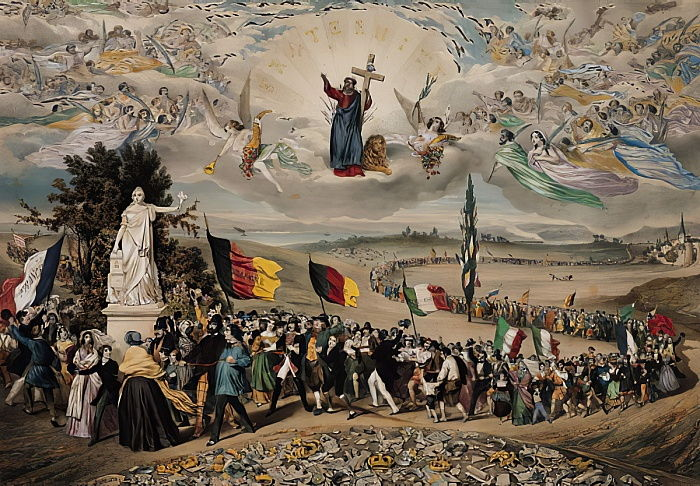
La République Universelle (la Repubblica universale)